# Sistemul muscular
Sistemul muscular al unui animal reprezintă totalitatea mușchilor acestuia, cu ajutorul cărora se realizează locomoția și alte funcții vitale (de exemplu mușchiul cardiac), formând împreună cu oasele de care sunt atașate, aparatul locomotor.
Lista mușchilor scheletici principali:

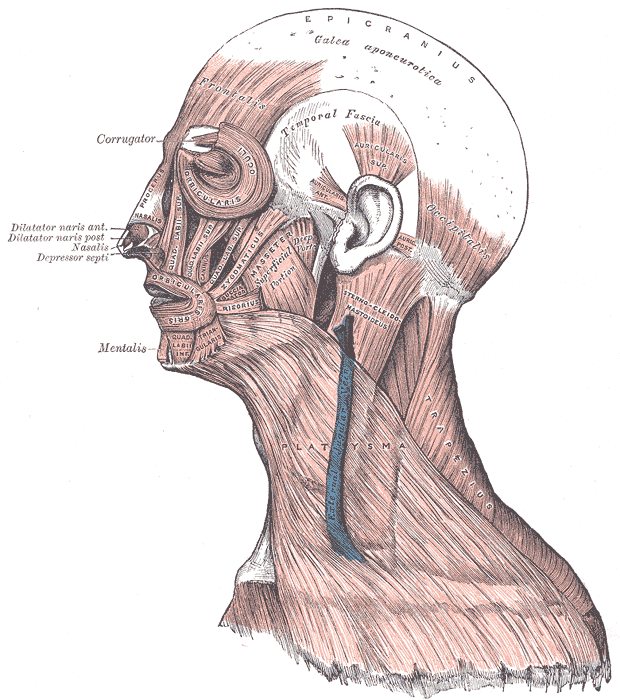
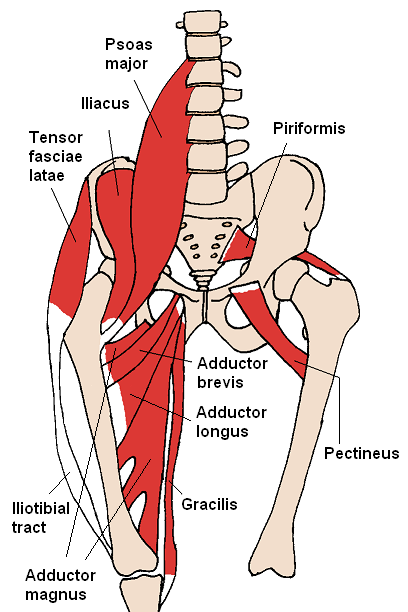
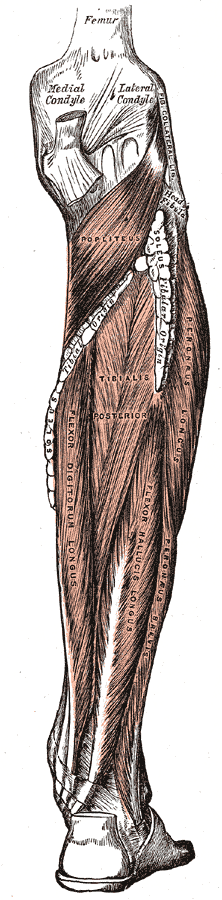
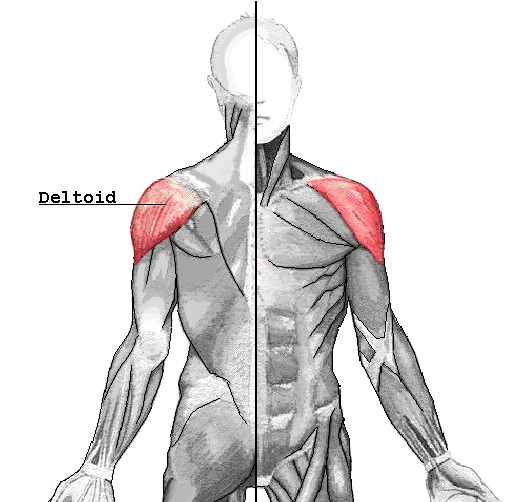
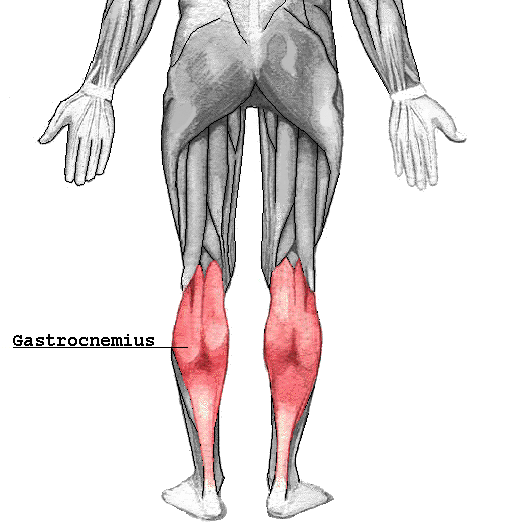
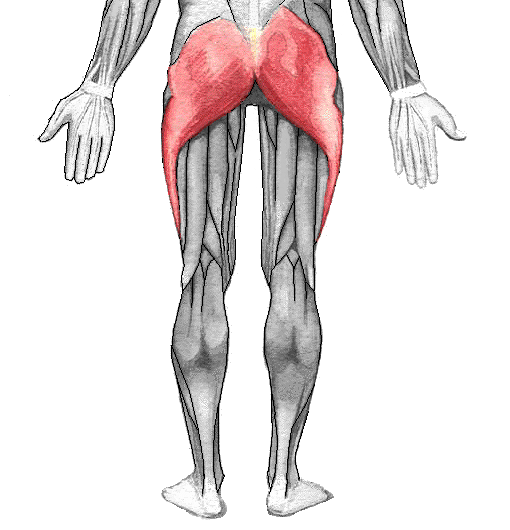
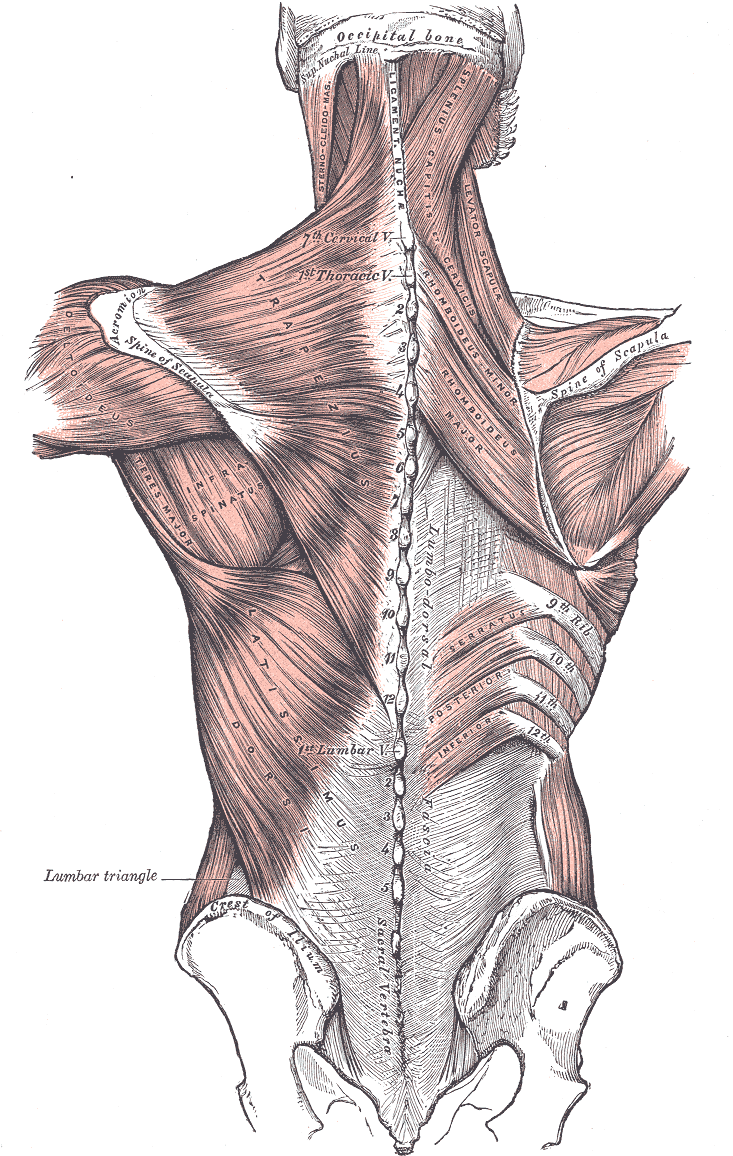
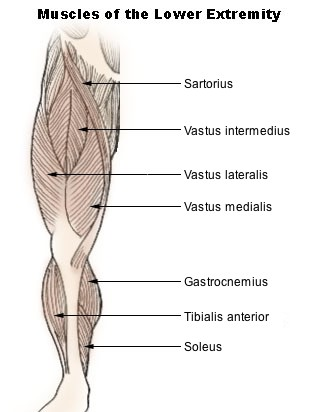

Sistemul muscular al omului reprezintă 40% din masa corpului; este format din aproximativ 600 de mușchi scheletici, cu rol de mișcare. 
În structura unui mușchi scheletic se află: țesutul muscular striat, țesutul conjunctiv și fibrele nervoase senzitive. 
Principalele grupe de mușchi sunt: mușchii capului, mușchii gâtului, mușchii cefei și ai spatelui, mușchii abdomenului, mușchii părții anterolaterale a toracelui, mușchii membrelor (superioare și inferioare).

## Sistemul muscular la om

### Mușchii capului și gâtului
- Mușchii masticatori:
  - Musculus temporalis
  - Musculus pterygoideus medialis
  - Musculus pterygoideus lateralis
  - Musculus masseter
- Mușchii mimicii
- Mușchii faringelui
- Mușchii cervicali

### Musculatura trunchiului
- Musculus sternocleidomastoideus
- Musculus pectoralis major
- Musculus pectoralis minor
- Musculus serratus anterior
- Musculus rectus abdominis

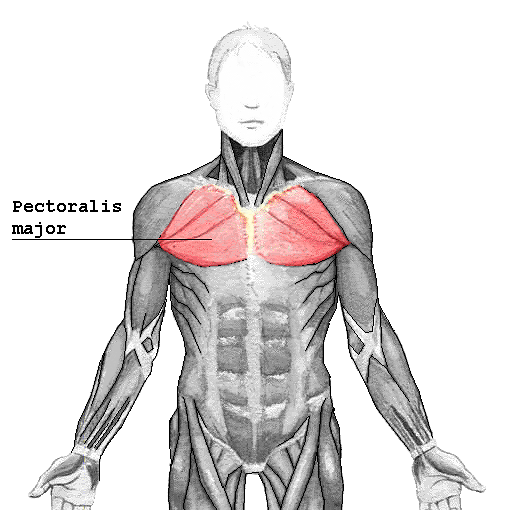
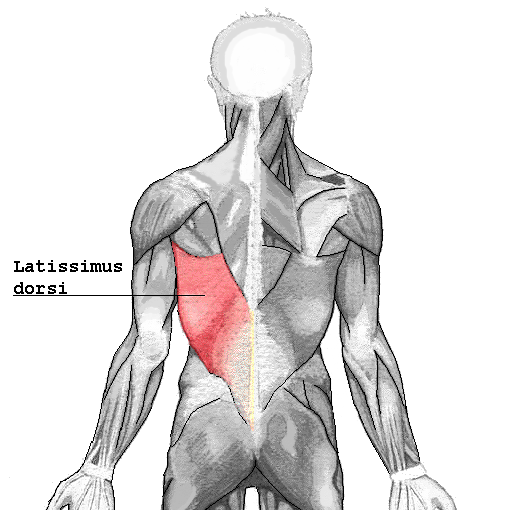
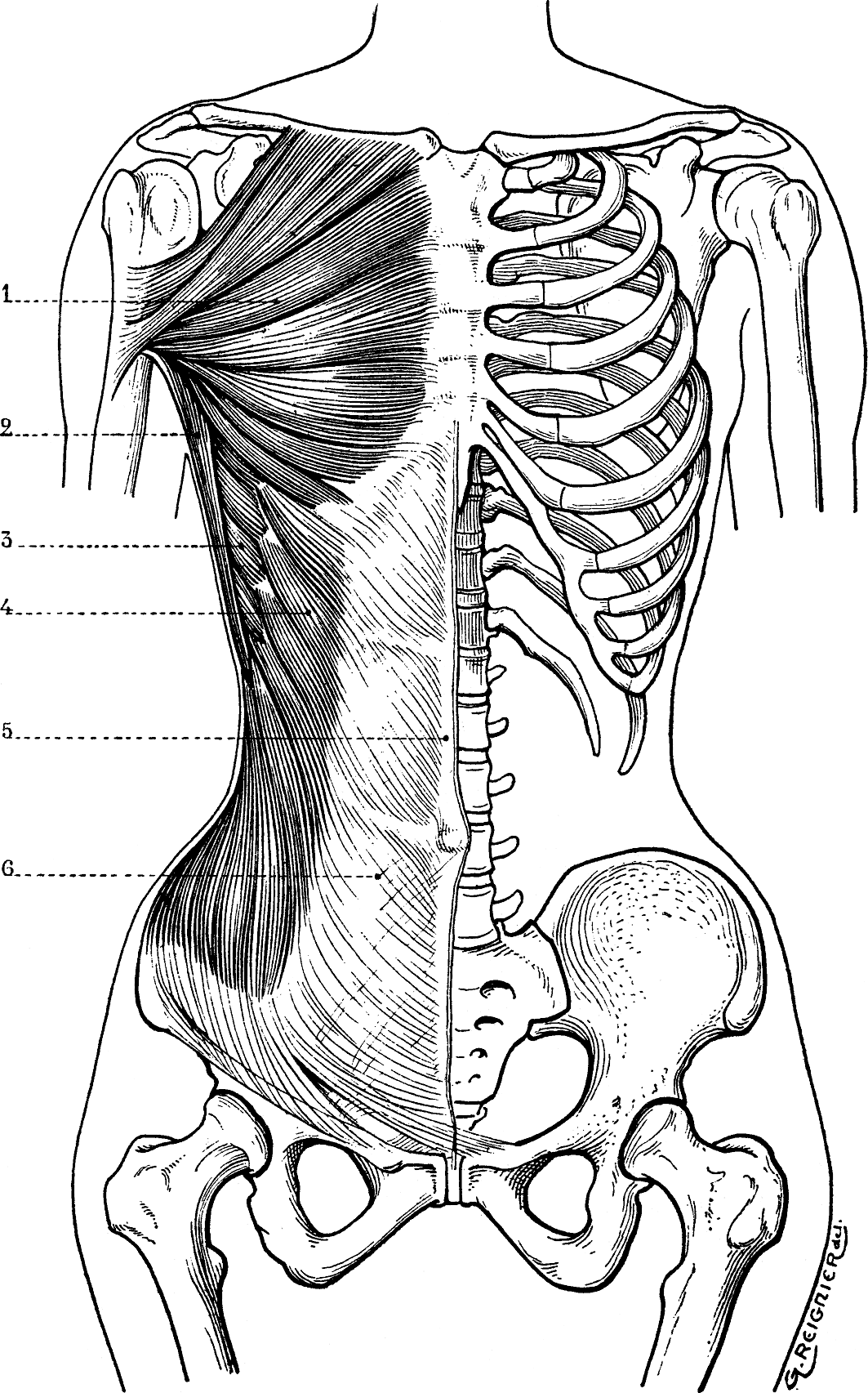
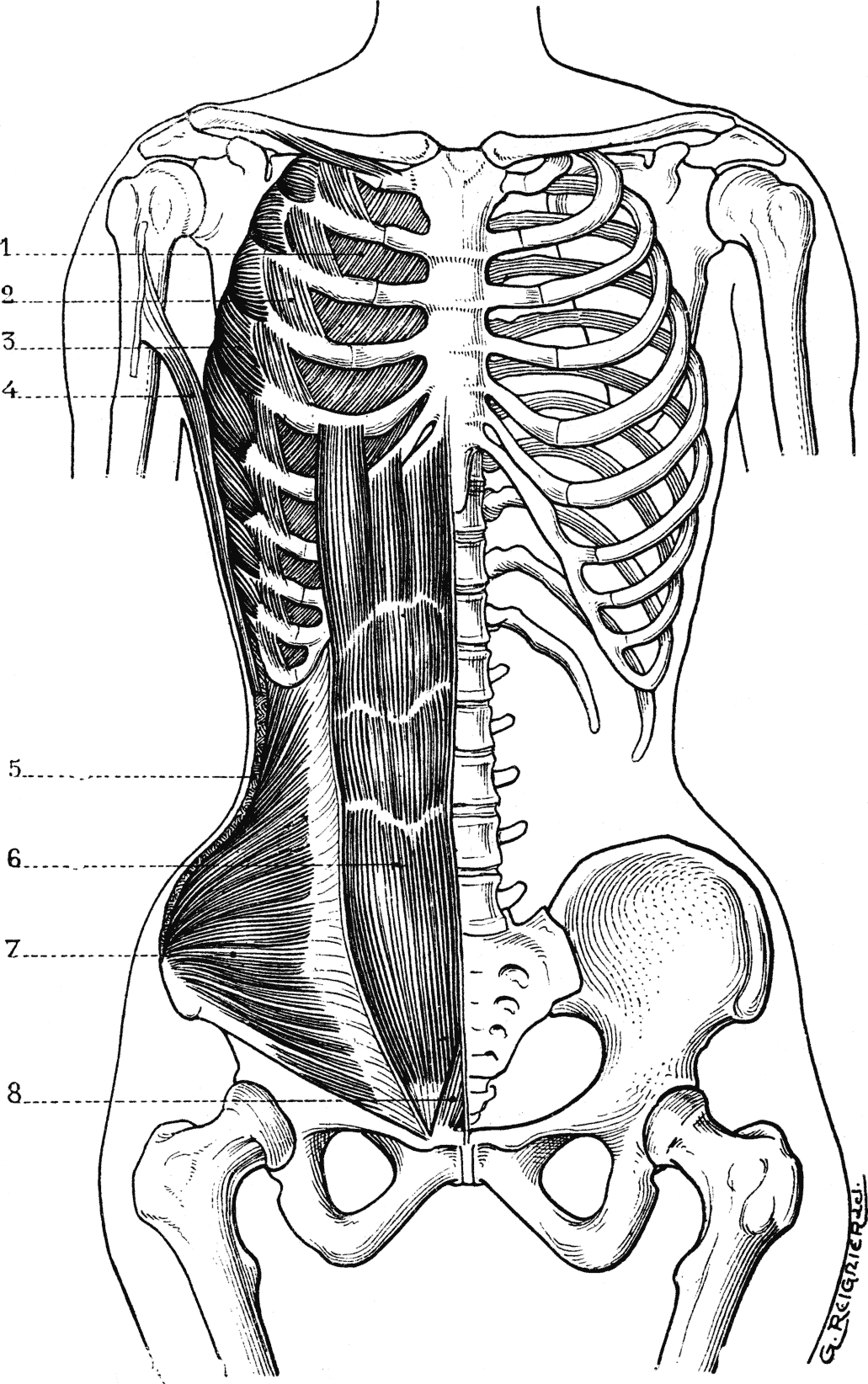

- Musculus obliquus externus abdominis
- Musculus obliquus internus abdominis
- Musculus transversus abdominis
- Musculus trapezius
- Musculus deltoideus
- Musculus latissimus dorsi
- Musculus erector spinae
- Musculus teres major
- Musculus teres minor
- Musculus cremaster

### Mușchii membrelor

#### Mușchii membrului superior
- Mușchiul biceps brahial
- Mușchiul coracobrahial
- Mușchiul supraspinos
- Mușchiul deltoid
- Mușchiul triceps brahial
- Mușchiul rotund
- Mușchiul subscapular
- Mușchiul extensor carporadial
- Mușchiul extensor digital comun
- Mușchiul extensor digital lateral

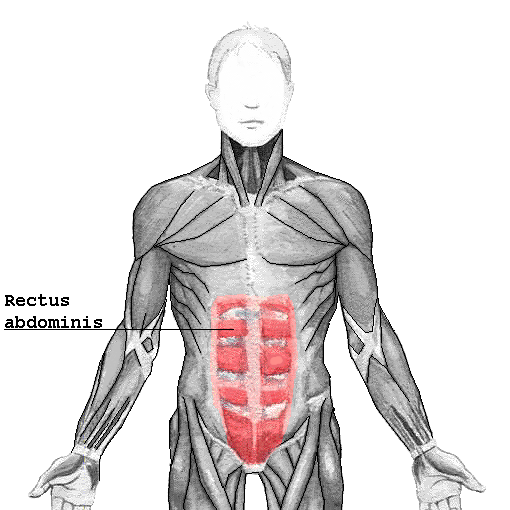
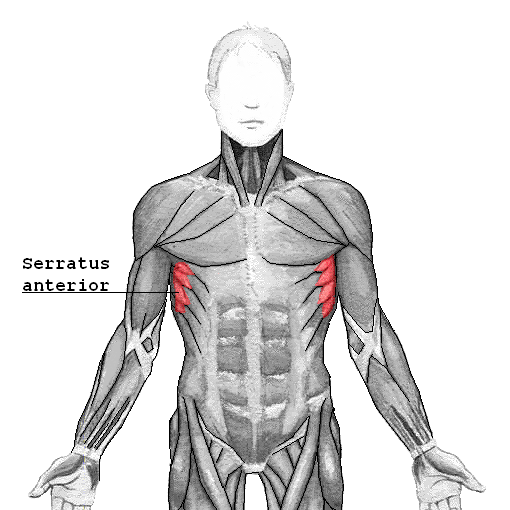
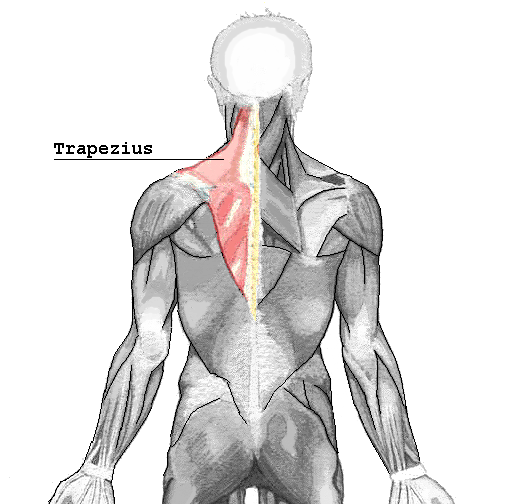
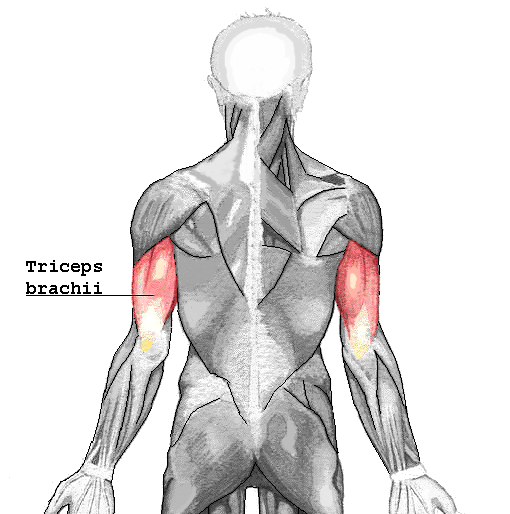

- Mușchiul abductorul degetului mare

#### Mușchii membrului inferior
- Gluteus maximusl
- Cvadriceps
- Musculi adductores
- Biceps femural
- Musculus tibialis anterior